# Julija Čermošanskaja
Julija Igorevna Čermošanskaja (in russo Юлия Игоревна Чермошанская?; Brjansk, 6 gennaio 1986) è una velocista russa.
Nel 2016 perde la medaglia d'oro conquistata nella staffetta 4x100 a Pechino 2008 a causa della squalifica per doping.

## Palmarès
| Anno | Manifestazione   | Sede       | Evento      | Risultato        | Prestazione | Note |
| ---- | ---------------- | ---------- | ----------- | ---------------- | ----------- | ---- |
| 2005 | Europei juniores | Kaunas     | 200 m piani | Oro              | 23"21       |      |
| 2005 | Europei juniores | Kaunas     | 4×100 m     | Argento          | 44"70       |      |
| 2005 | Universiadi      | Smirne     | 4×100 m     | Oro              | 43"62       |      |
| 2007 | Europei under 23 | Debrecen   | 200 m piani | Oro              | 23"19       |      |
| 2007 | Europei under 23 | Debrecen   | 4×100 m     | Oro              | 43"67       |      |
| 2007 | Mondiali         | Osaka      | 200 m piani | Quarti di finale | 23"15       |      |
| 2008 | Giochi olimpici  | Pechino    | 200 m piani | Semifinale       | 22"57       |      |
| 2008 | Giochi olimpici  | Pechino    | 4×100 m     | dq               | dq          |      |
| 2009 | Mondiali         | Berlino    | 4×100 m     | dq               | dq          |      |
| 2010 | Europei          | Barcellona | 200 m piani | 7ª               | 23"67       |      |
| 2010 | Europei          | Barcellona | 4×100 m     | 4ª               | 42"91       |      |

## Altre competizioni internazionali
2008
- Coppa Europa di atletica leggera ( Annecy)

2010
- Campionati europei a squadre di atletica leggera ( Bergen)